# Країна без неба
Країна без неба (італ. Il paese senza cielo) — науково-фантастичний роман Джорджо Щербаненко, написаний 1939 року. Вперше опублікований по розділах у тижневику оповідань та коміксів L'Audace в 1939 році, спеціально призначений для журналу Чезаре Дзаваттіні та Федеріко Педроккі та проілюстрований малюнками Беппе Індженьолі та Джованні Сколарі. Перевиданий у 2003 році.
Роман, події якого відбуваються через 60 років у майбутньому, є одним з творів італійської наукової фантастики між двома світовими війнами.